# Fabiola av Belgien
Fabiola av Belgien, född Doña Fabiola Fernanda María de las Victorias Antonia Adelaida de Mora y Aragón den 11 juni 1928 i Madrid i Spanien, död 5 december 2014 på slottet Stuyvenberg i Laeken i Bryssel, var drottning av Belgien 1960–1993 som hustru till kung Baudouin I.

## Familj
Fabiola av Belgien är dotter till don Gonzalo Mora Fernández Riera del Olmo, markis av Casa Riera, greve av Mora (1887–1957), och hans hustru, doña Blanca de Aragon y Carrillo de Albornoz Barroeta-Aldamar y Elío (1892–1981). Hennes gudmor var Victoria Eugenia av Battenberg, drottning av Spanien.

## Drottning
Fabiola gifte sig med Baudouin I av Belgien 15 december 1960 i Bryssel, han hade varit kung av Belgien sedan hans far Leopold III abdikerade 1951. Vid vigseln i kyrkan i Laeken bar hon en art déco-tiara från 1926 som hade varit en gåva från belgiska staten till hennes svärmor prinsessan Astrid av Sverige. Brudklänningen var gjord i Madrid av Cristóbal Balenciaga, som var en god vän till Fabiolas familj. Vid tiden för bröllopet skapade spanska bagare en typ av bröd, "fabiola", som fortfarande bakas dagligen i många spanska städer.

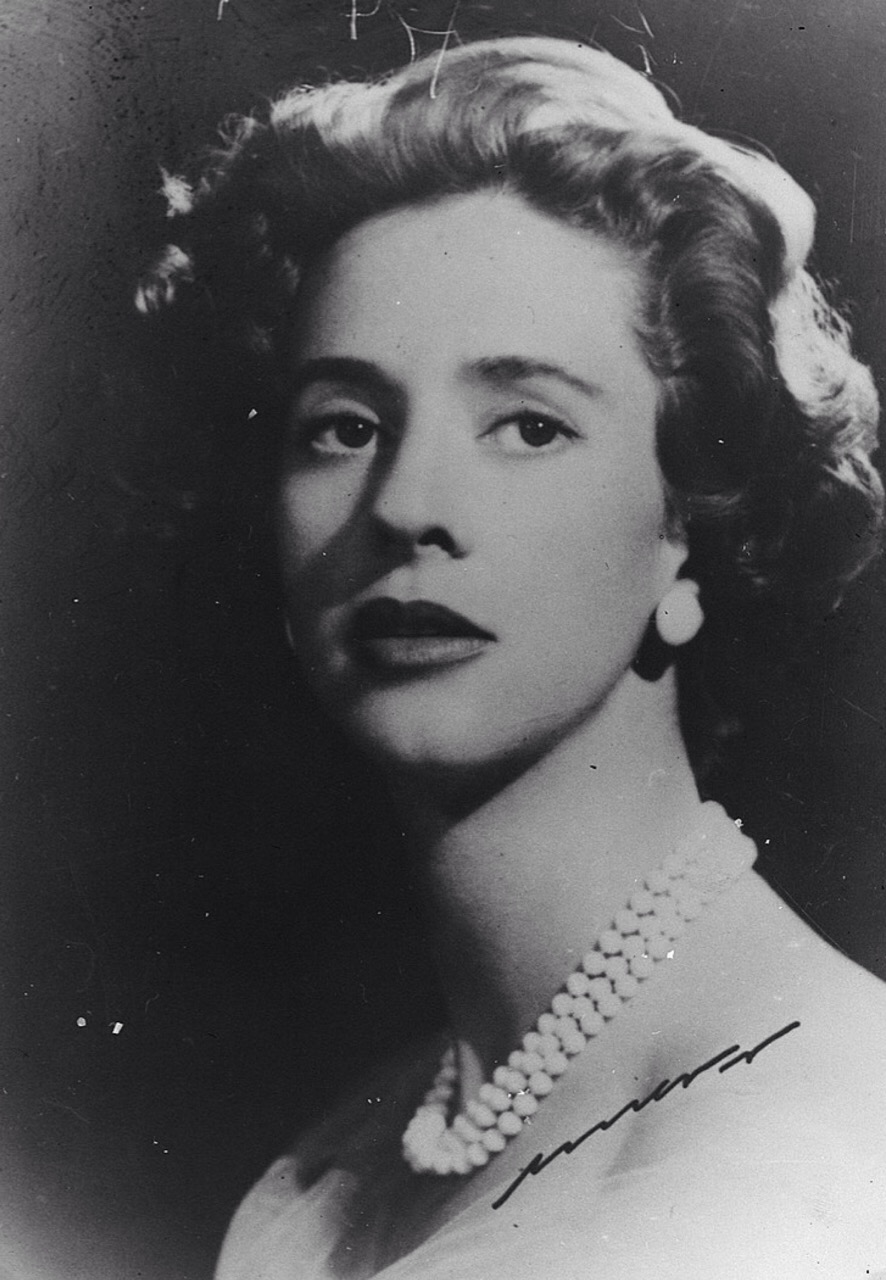
Drottning Fabiola 1960.

 Äktenskapet blev barnlöst. Fabiola var gravid fem gånger, men alla graviditeter slutade med missfall.
Efter Baudouins död 1993 efterträddes han av sin yngre bror Albert II.

## Dödshot
Fabiola blev hotad till livet i juli 2009 och i januari och juli 2010. Inför Belgiens nationaldag den 21 juli 2010 skärpte polisen bevakningen av henne. Dödshoten var anonyma. Hotet sommaren 2009 gick ut på att Fabiola skulle dödas med ett armborstskott, vilket hon svarade på genom att vifta med ett äpple mot slutet av nationaldagens militärparad, som hänvisning till historien om Wilhelm Tell. Under de sista åren av sitt liv minskade hon sitt deltagande i offentliga sammanhang.

## Död

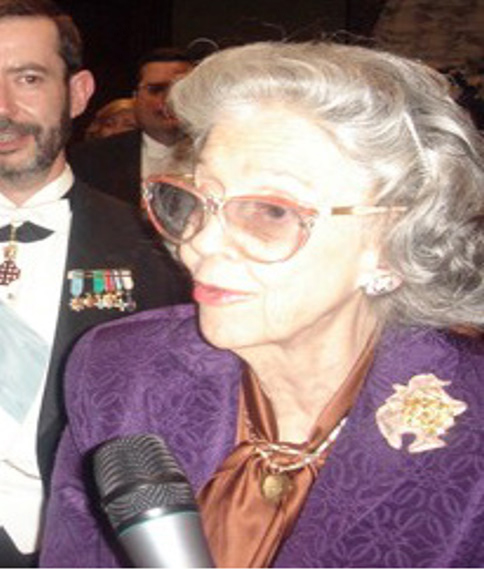
En äldre Fabiola besöker Katedralen i Barcelona den 6 oktober 2007.

Fredagen den 5 december 2014 avled Fabiola av Belgien, 86 år gammal.

## Utmärkelser
Asteroiden 1576 Fabiola är uppkallad efter henne.